# 1916 en sculpture
Cet article présente les faits marquants de l'année 1916 en sculpture.

## Naissances
- 30 janvier : René Léraud, peintre, graveur et sculpteur français († 14 mars 2010),
- 2 février : John Bridgeman, sculpteur britannique († 29 décembre 2004),
- 15 février : Erik Thommesen, sculpteur danois († 22 août 2008),
- 19 octobre : José Charlet, architecte, peintre, sculpteur et graveur français († 19 mars 1993)

## Décès
- 20 février : Léon-François Comerre, peintre et sculpteur orientaliste français (° 10 octobre 1850),
- 25 juin : Thomas Eakins, peintre, sculpteur et photographe américain (° 25 juillet 1844),
- 29 juin : Georges Lacombe, peintre et sculpteur français (° 18 juin 1868),
- 16 août : Umberto Boccioni, peintre et sculpteur futuriste italien (° 19 octobre 1882),
- 23 août : Jean-Paul Aubé, sculpteur et médailleur français (° 3 juillet 1837),
- 13 décembre : Antonin Mercié, sculpteur, médailleur et peintre français (° 29 octobre 1845)